# Meuriya Aron
Meuriya Aron is een bestuurslaag in het regentschap Aceh Utara van de provincie Atjeh, Indonesië. Meuriya Aron telt 384 inwoners (volkstelling 2010).